# آسیب‌دیده
آسیب دیده (به انگلیسی: Damaged) یک فیلم اکشن، جنایی و درام بریتانیایی آمریکایی محصول سال ۲۰۲۴ به کارگردانی تری مک‌دانا با بازی ساموئل ال. جکسون، ونسان کسل و جیانی کاپالدی است. داستان کارآگاه مستقر در شیکاگو دن لاوسون (جکسون) است که در کنار کارآگاه دیگری به نام والتر براوو (کسل) به بررسی یک سری قتل‌های زنجیره‌ای در اسکاتلند می‌پردازد. همان‌طور که پرونده ادامه دارد، لاوسون الگویی شبیه به قتل دیگری را که پنج سال قبل انجام داده بود، کشف می‌کند.
این فیلم در ۱۲ آوریل ۲۰۲۴ در سینماهای منتخب، از جمله در صورت ویدئو به‌درخواست و توزیع دیجیتال اکران شد و نقدهای منفی منتقدان دریافت کرد.

## داستان
مقامات اسکاتلندی از دن لاوسون می‌خواهند تا در کنار یک کارآگاه دیگر، والتر براوو، یک سری قتل‌های زنجیره ای را بررسی کنند. لاوسون الگویی را تشخیص می‌دهد که با کشتار دیگری که پنج سال قبل بررسی کرده بود مرتبط می‌شود.

## تولید
در مارس ۲۰۲۳، اعلام شد که فیلمبرداری در اسکاتلند آغاز شد. فیلمبرداری در می ۲۰۲۳ به پایان رسید.

## بازخوردها
در وب‌سایت جمع‌آوری نقد راتن تومیتوز از بررسی‌های ۱۷ منتقد با میانگین امتیاز ۴٫۶ از ۱۰ مثبت است.